# Neorhinoleucophenga trachyopa
Neorhinoleucophenga trachyopa är en tvåvingeart som beskrevs av Oswald Duda 1925. Neorhinoleucophenga trachyopa ingår i släktet Neorhinoleucophenga och familjen daggflugor.
Artens utbredningsområde är Costa Rica. Inga underarter finns listade i Catalogue of Life.